# 陳孝公
陳孝公（？—前905年），媯姓，名突，為西周諸侯國陳國君主之一，他為陳申公兒子，陈申公犀侯去世后，其胞弟相公皋羊继位。相公去世后，立申公的儿子突，世称陈孝公，他是陳國第四位君主。在位期間為前938年－前905年，共在位34年。

## 家庭

### 父母
- 父：陳申公

### 子女
- 陳慎公